# Londonske gradske četvrti
London borough je naziv za četvrti u Londonu.
Veliko upravno područje u oblasti koje obuhvaća Veliki London (Greater London), sastoji se od 32 London boroughs. Dvanaest njih zajedno s Cityem of London čine  Inner London, dok ostalih 20 čine Outer London. 
U nazivu 4 gradske četvrti se ne koristi riječ "London Borough of". To su Westminster, koji se naziva City of Westminster i koji ima status grada, Kingston upon Thames, Kensington i Chelsea, i (od 2012.) Greenwich, koji se naziva "Royal Borough of", zbog svog Royal Borough statusa. 
Sadašnja podjela u tzv. London boroughs napravljena je Londonskim vladinim zakonom iz1963. (London Government Act 1963), koji je stupio na snagu 1. travnja 1965., zajedno sa stvaranjem Velikog Londona (Greater London). London boroughs-ima upravlja  London Borough Councils koji se bira svake četiri godine.

## Podjela Londona
| 1. City of London † 2. City of Westminster 3. Kensington and Chelsea 4. Hammersmith and Fulham 5. Wandsworth 6. Lambeth 7. Southwark 8. Tower Hamlets 9. Hackney 10. Islington 11. Camden 12. Brent 13. Ealing 14. Hounslow 15. Richmond 16. Kingston upon Thames 17. Merton |  | 1. Sutton 2. Croydon 3. Bromley 4. Lewisham 5. Greenwich 6. Bexley 7. Havering 8. Barking and Dagenham 9. Redbridge 10. Newham 11. Waltham Forest 12. Haringey 13. Enfield 14. Barnet 15. Harrow 16. Hillingdon |
| † ne računa se kao London borough |  | |